# Haglöfs
Haglöfs AB er en svensk producent af tøj, sko, rygsække, og soveposer. I 2022 omsatte virksomheden for 976 mio. svenske kroner.
Virksomheden blev grundlagt af Wiktor Haglöf i Dalarna i 1914. Til at begynde med solgte Haglöf rygsække til de lokale skovarbejdere og landmænd. I dag har Haglöfs etableret sig i Europa og Japan Hovedsædet er stadig beliggende i Sverige, men produktionen foregår i Estland, Polen, Rumænien, Vietnam og Kina.